# 84-й истребительный авиационный полк
84-й истребительный авиационный полк (84-й иап) — воинская часть Военно-воздушных сил (ВВС) Вооружённых Сил РККА, принимавшая участие в боевых действиях Великой Отечественной войны.

## Наименования полка
За весь период своего существования полк своё наименование не менял:
- 84-й истребительный авиационный полк

## Создание полка
84-й истребительный авиационный полк сформирован на аэродроме города Ереван в 1939 году на базе 4-й авиационной эскадрильи им. Ворошилова Закавказского военного округа.

## Переформирование полка
На базе полка:
- в начале июля 1941 года сформирован 84-й «А» истребительный авиационный полк по штату 015/134 на самолётах И-153 методом деления 84-го иап на 2 части. 84-й «А» истребительный авиационный полк вошёл в состав 135-й смешанной авиадивизии ВВС ЗКВО[2]
- 30 июля 1941 года сформирован второй 84-й «А» истребительный авиационный полк на самолётах И-153 путём выделения из состава 84-го иап по штату 015/174[3]

## Расформирование полка
84-й истребительный авиационный полк 24 декабря 1942 года был расформирован в составе ВВС Закавказского фронта.

## В действующей армии
В состав действующей армии не входил.

## Командиры полка
- майор, подполковник Макар Иванович Черкасов[1], 1939 -30.04.1941Э

## В составе соединений и объединений
| Период        | Фронт (округ)              | армия      | дивизия        | примечание                          |
| ------------- | -------------------------- | ---------- | -------------- | ----------------------------------- |
| 1939 г.       | Закавказский военный округ | ВВС округа |                | Эребуни (Ереван), И-15, И-16, И-153 |
| 22.06.1941 г. | Закавказский военный округ | ВВС округа |                | Эребуни (Ереван), И-16, И-153       |
| 23.08.1941 г. | Закавказский фронт         | ВВС фронта |                | Эребуни (Ереван), И-16, И-153       |
| 30.12.1941 г. | Кавказский фронт           | 45-я армия | ВВС 45-й армии | Эребуни (Ереван), И-16, И-153       |
| 28.01.1942 г. | Закавказский военный округ | ВВС округа |                | Эребуни (Ереван), И-16, И-153       |
| 01.06.1942 г. | Закавказский фронт         | ВВС фронта |                | Эребуни (Ереван), И-16, И-153       |
| 24.12.1942 г. | Закавказский фронт         | ВВС фронта |                | Эребуни (Ереван), И-16, И-153       |

| И-15 бис | И-153 | И-16 |

## Самолёты на вооружении
| Период      | Самолёты |
| ----------- | -------- |
| 1939 — 1942 | И-15бис  |
| 1939 — 1942 | И-16     |
| 1939 — 1942 | И-153    |

## Базирование
| Период         | Аэродром                       |
| -------------- | ------------------------------ |
| 1939 — 12.1942 | Эребуни (Ереван,Армянская ССР) |